# Bolhás
Bolhás là một thị trấn thuộc hạt Somogy, Hungary. Thị trấn này có diện tích 31,43 km², dân số năm 2010 là 428 người, mật độ 14 người/km².